# Xavier Gigandet
Xavier Gigandet (ur. 15 sierpnia 1966 w Yvorne) – szwajcarski narciarz alpejski. Zajął 8. miejsce w kombinacji na igrzyskach w Albertville. Najlepszym wynikiem Gigandeta na mistrzostwach świata było 10. miejsce w zjeździe podczas mistrzostw w Sierra Nevada w 1996 r. Najlepsze wyniki w Pucharze Świata osiągnął w sezonie 1991/1992, kiedy to zajął 20. miejsce w klasyfikacji generalnej.

## Sukcesy

### Puchar Świata

#### Miejsca w klasyfikacji generalnej
- 1987/1988 – 90.
- 1989/1990 – 65.
- 1990/1991 – 54.
- 1991/1992 – 20.
- 1992/1993 – 74.
- 1993/1994 – 69.
- 1994/1995 – 44.
- 1995/1996 – 25.
- 1996/1997 – 120.
- 1997/1998 – 93.

#### Miejsca na podium
1. Kitzbühel – 17 stycznia 1992 (zjazd) – 3. miejsce
2. Val Gardena – 16 grudnia 1995 (zjazd) – 2. miejsce